# Ленинский сад (Казань)
Ленинский сад — общественный парк в центральной части Казани. Заложен в 1891 году на месте Николаевской площади в традициях городских садов дореволюционной России. До начала 1920-х годов именовался Николаевским сквером, после чего получил нынешнее название — Ленинский сад. На его территории расположены фонтан конца XIX века и историческая лестница, в 2004 году был установлен памятник жертвам политических репрессий.

## Территориальное расположение
Ленинский сад находится в исторической части Казани, на территории Вахитовского района. Он занимает прямоугольное пространство, ограниченное: с запада — улицей Лобачевского, с севера — улицей Дзержинского, с востока — улицей Пушкина и одним из зданий Казанской государственной консерватории имени Н. Г. Жиганова, с юга — пешеходной аллеей, проложенной вдоль холма, на котором расположена Научная библиотека имени Н. И. Лобачевского Казанского университета.
Площадь Ленинского сада составляет 2,3 га.

## Название
Принято считать, что первое название Ленинского сада — Николаевский сквер — восходит к названию Николаевской площади, на территории которой сквер был образован, и императору Николаю I. Однако такое мнение ошибочно. Николаевская площадь, созданная на месте Кузнечной площади после пожара 1842 года, была действительно названа в честь императора Николая I, в царствование которого она появилась. Но Николаевский сквер был назван в честь другого представителя царствовавшей династии — цесаревича Николая Александровича Романова, будущего императора Николая II. Цесаревич являлся покровителем Казанской научно-промышленной выставки 1890 года, павильоны которой располагались на Николаевской площади. При создании сквера в 1891 году городские власти Казани испросили Высочайшего разрешения именовать его Николаевским — «в честь ВЫСОЧАЙШЕГО ПОКРОВИТЕЛЯ бывшей на этой площади выставки».
По поводу даты присвоения Николаевскому скверу имени вождя Октябрьской революции Владимира Ильича Ленина существуют расхождения. В ряде публикаций позднесоветского и постсоветского периодов утверждается, что Николаевский сквер был переименован в Сад имени товарища Ленина (или Ленинский сад) в 1924 году после смерти вождя.
Однако известный казанский краевед Борис Ерунов утверждал, что Николаевскому скверу ещё при жизни Ленина было присвоено его имя. В частности, он ссылался на публикацию газеты «Красная Татария» от 12 июня 1922 года, в которой Николаевский сквер уже называется Ленинским садом. Другой казанский краевед Сергей Саначин утверждает, что Николаевский сквер был переименован в Сад имени товарища Ленина в 1920 году в связи с 50-летием со дня рождения вождя.

## История

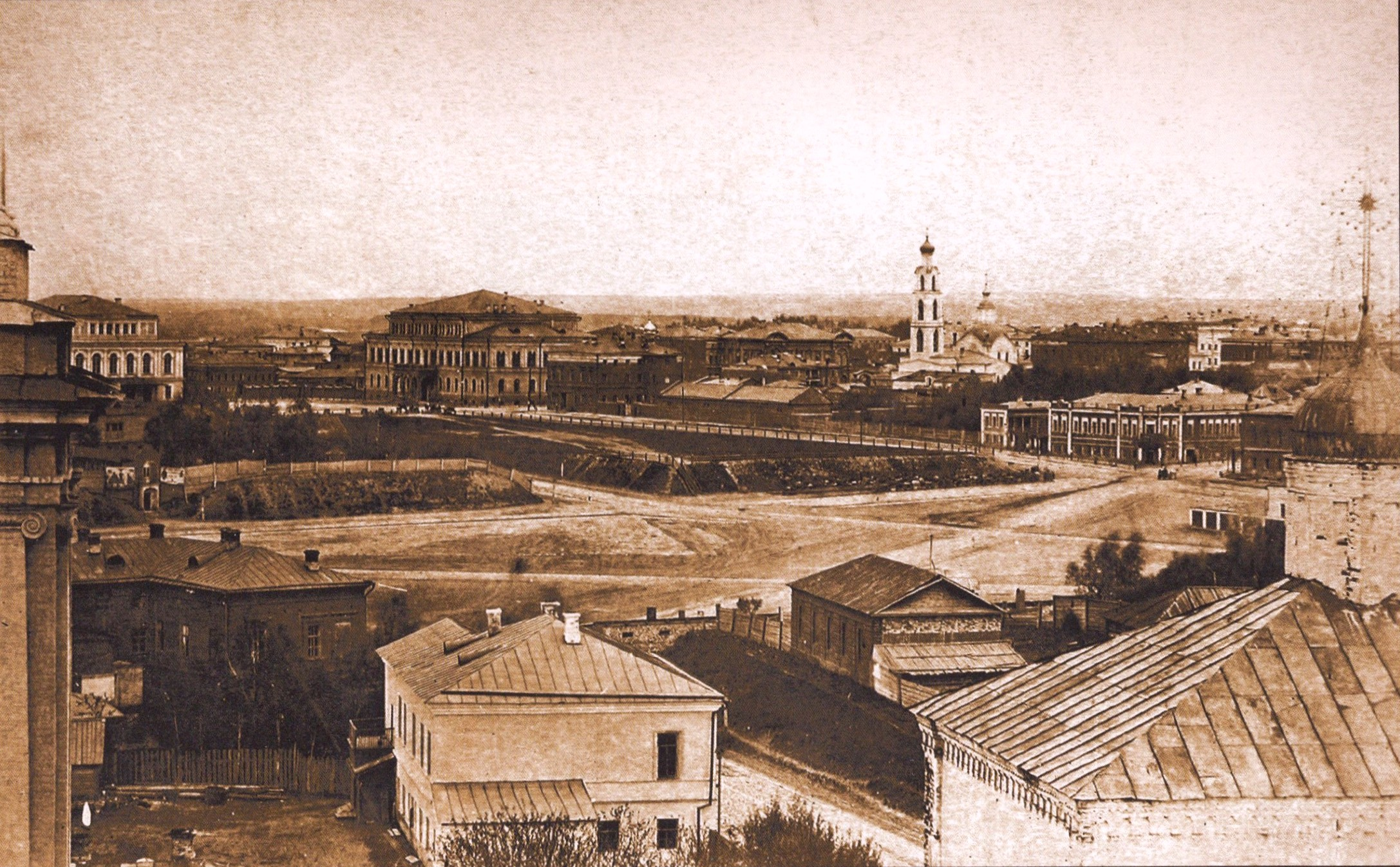
Вид на Николаевскую площадь, 1867 (?); фото А. А. Рончевского

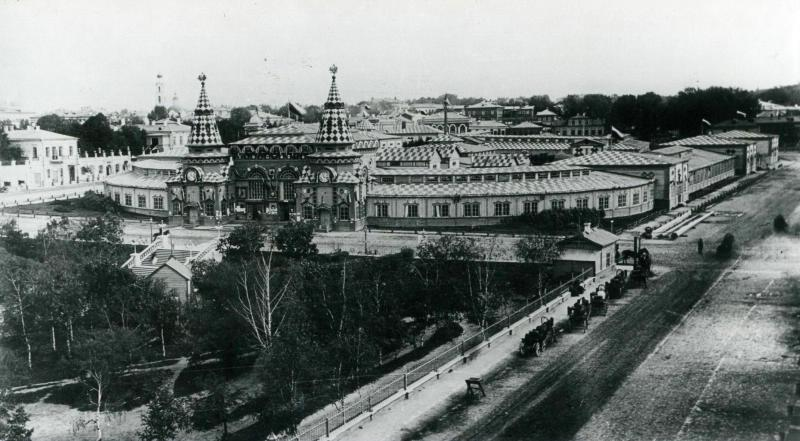
Павильоны Казанской научно-промышленной выставки, установленные на Николаевской площади, 1890 год

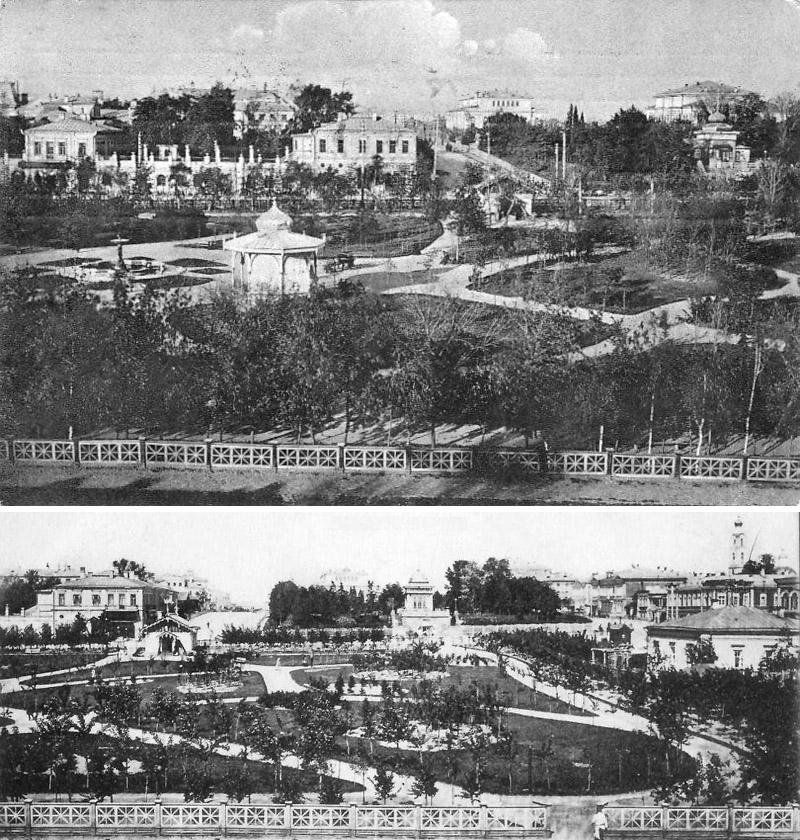
Вид на Николаевский сквер в конце XIX века

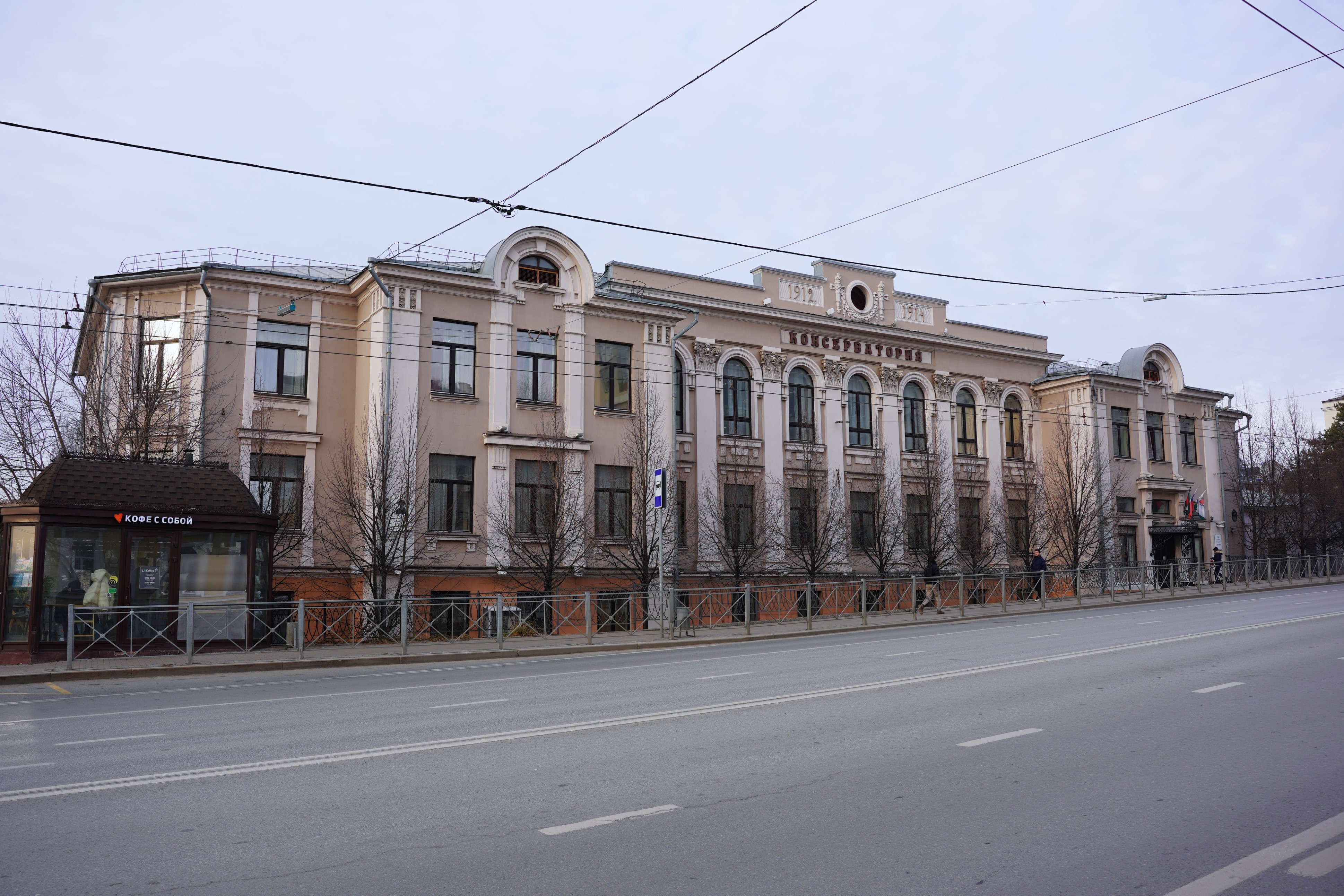
Здание бывшего 15-го городского училища, построенное в 1914 году с восточной стороны Николаевского сквера. В настоящее время это одно из зданий Казанской консерватории имени Н. Г. Жиганова

До XIX века на территории нынешнего Ленинского сада находилось небольшое озеро, называвшееся Чистым или Белым. Оно имело карстовое происхождение и во времена Казанского ханства (1438—1552) служило источником питьевой воды. Позже (по одним данным, в XVII веке, по другим — XVIII веке) вокруг озера появились кузницы, в результате чего оно со временем превратилось в зловонный заболоченный водоём, который в XIX веке был засыпан (по одним данным, это произошло в 1812 году, по другим — в 1842 году). Кузницы работали на этом месте до 1842 года, а само место называлось Кузнечной площадью.
После крупного пожара, произошедшего в августе 1842 года, погоревшие строения на Кузнечной площади были снесены, после чего её всю засыпали грунтом, подняв уровень площади на 1,5 сажени вверх. Новое пространство назвали Николаевской площадью — в честь императора Николая I.
В последующие десятилетия Николаевская площадь использовалась как место торговли. Согласно справочным изданиям Казани 1880-х — начала 1890-х годов, здесь торговали дровами, мясом, рыбой, молоком, овощами.
Также на Николаевской площади проводились народные гуляния, в том числе Масленица.
В 1888 году городская управа решила соорудить на Николаевской площади плац, «обнесённый перилами, а по обеим сторонам его посадить до 600 деревьев в два ряда, создав, таким образом, аллею со скамейками».
В 1890 году в Казани проходила научно-промышленная выставка, местом проведения которой стала Николаевская площадь. Здесь по проекту архитектора Генриха Руша были выстроены деревянные выставочные павильоны.
По окончании работы выставки, уже в 1891 году, было принято решение создать на этом месте Николаевский сквер.

### Николаевский сквер (1891 — начало 1920-х)
В мае 1891 года на обсуждение членов Казанской городской управы был вынесен вопрос обустройства Николаевской площади после завершения работы научно-промышленной выставки. Рассматривалось два варианта обустройства: «оставить шоссированный плац в прежнем виде или по ходатайству некоторых граждан устроить вместо плаца — сквер. В случае признания Думою полезности устройства сквера, необходимо будет: 1) ассигновать единовременно 800 рублей из городских средств; 2) внести в смету 400 рублей на содержание сквера; 3) испросить Высочайшее разрешение на именование этого сквера Николаевским в честь ВЫСОЧАЙШЕГО ПОКРОВИТЕЛЯ бывшей на этой площади выставки; 4) утвердить план расположения сквера, предложенный г. Шнеебергом; 5) просить Казанское Земство уступить в городскую собственность несгораемый павильон, находящийся временно на площади, каковой павильон может служить караулкою при будущем сквере». Через несколько дней этот вопрос был вынесен на заседание Казанской городской думы, которая 7 мая 1891 года постановила устроить на Николаевской площади «сквер с характером парка». Окончательное решение о разбивке Николаевского сквера, получившего своё наименование в честь цесаревича Николая Александровича Романова (будущего императора Николая II) было принято 11 июня 1891 года после согласования между казанским губернатором и Министерством внутренних дел.
После этого бо́льшая часть территории Николаевской площади, выделенная под сквер, была распланирована на аллеи и засажена зелёными насаждениями. В срединной части Николаевского сквера (с небольшим смещением к западу) была образована круглая площадь, в центре которой летом 1894 года на средства строителя Казанского водопровода, купца 1-й гильдии Петра Ионовича Губонина и Казанского общества водоснабжения был построен фонтан в виде двух амуров (купидонов), поддерживающих большую чашу.
Территория Николаевского сквера получила форму прямоугольника, по периметру которого была установлена деревянная ограда. Его создание позволило соединить в единый парковый пояс пять общественных садов, «идущих по направлению от кремля, т.е. с запада, в следующем порядке: Банный, со зданием цирка в нём; Черноозерский, с одноимённым ему рестораном; Николаевский сквер (на Николаевской площади); Державинский, между Николаевским сквером и Театральной площадью, с памятником поэту Державину в нём; и Театральный, за зданием театра. Линия этих садов образует прямой угол, вершину которого составляет Николаевский сквер и стороны которого идут отсюда, одна — на запад (сады Черноозерский и Банный), другая — на север (сады Державинский и Театральный)».
Общая площадь Николаевской площади и одноимённого сквера составляла 8175 кв. саженей, то есть 37,2 тыс. м² (или 3,72 га); площадь только сквера — 18,8 тыс. м² (или 1,88 га).
Та часть Николаевской площади, которая осталась свободной от озеленения (со стороны Пушкинской улицы), продолжала выполнять торговую функцию. Здесь был базар (в дореволюционных справочниках он указан как «Базар Николаевской площади»), на котором торговали молоком, зеленью, мясом, дровами, а перед Рождеством — ёлками. Ежегодно с июля по сентябрь здесь также устраивали фруктовый рынок (торговля велась с ларей и палаток).
С восточной стороны, то есть со стороны Пушкинской улицы, к Николаевскому скверу примыкало одноэтажное здание, сохранившееся со времени проведения Казанской научно-промышленной выставки 1890 года (в нём тогда располагалась контора выставки). В 1912—1914 годах на этом месте по проекту архитектора М. С. Трифонова было построено здание 15-го городского училища, в котором в 1945—1968 годах размещалась Казанская государственная консерватория имени Н. Г. Жиганова, а с 2010 года оно вновь используется данным учебным заведением как дополнительный учебное здание (ул. Пушкина, 31).

### Ленинский сад (с начала 1920-х)

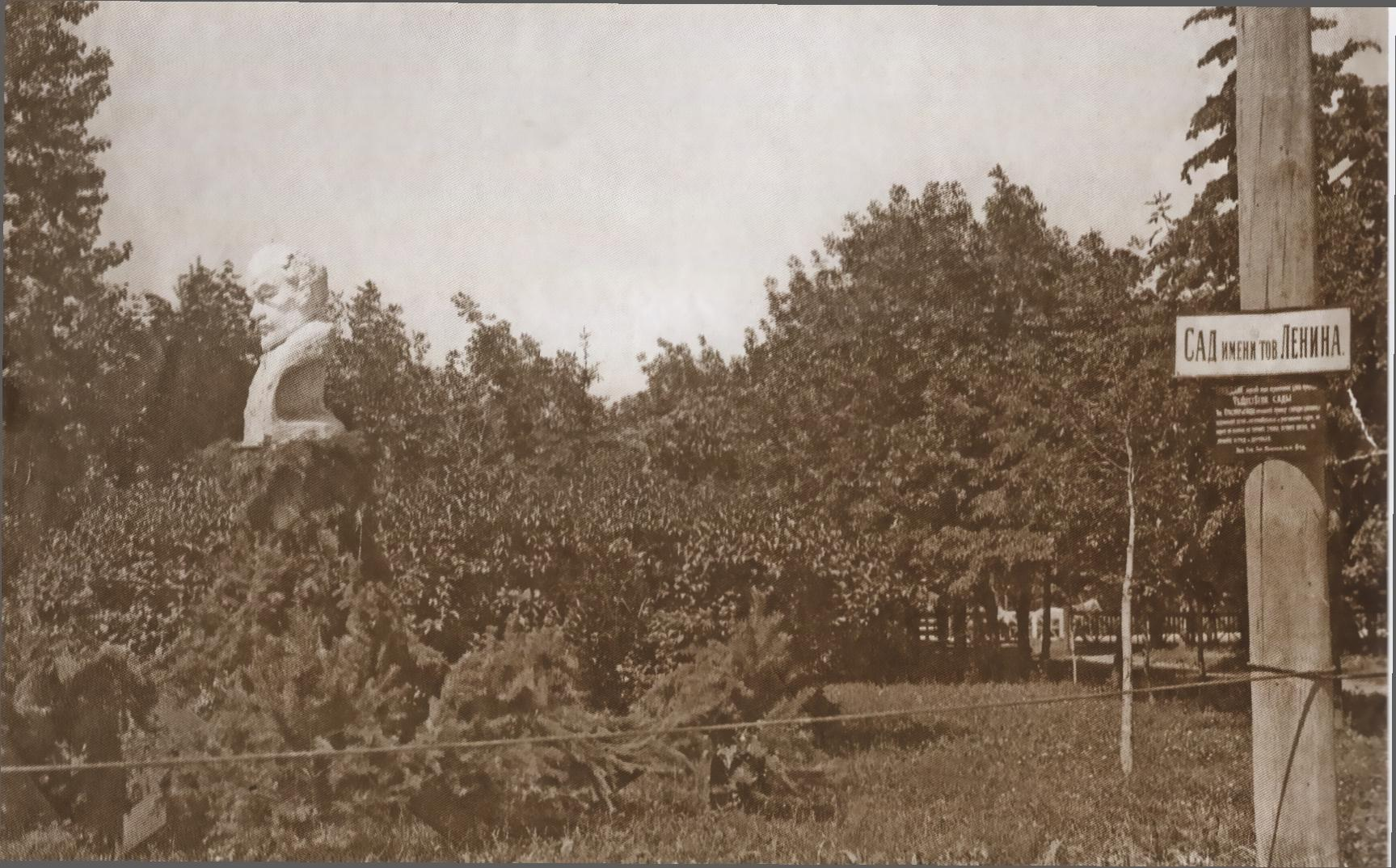
Первый в Казани памятник-бюст Ленину, установленный в 1920 году

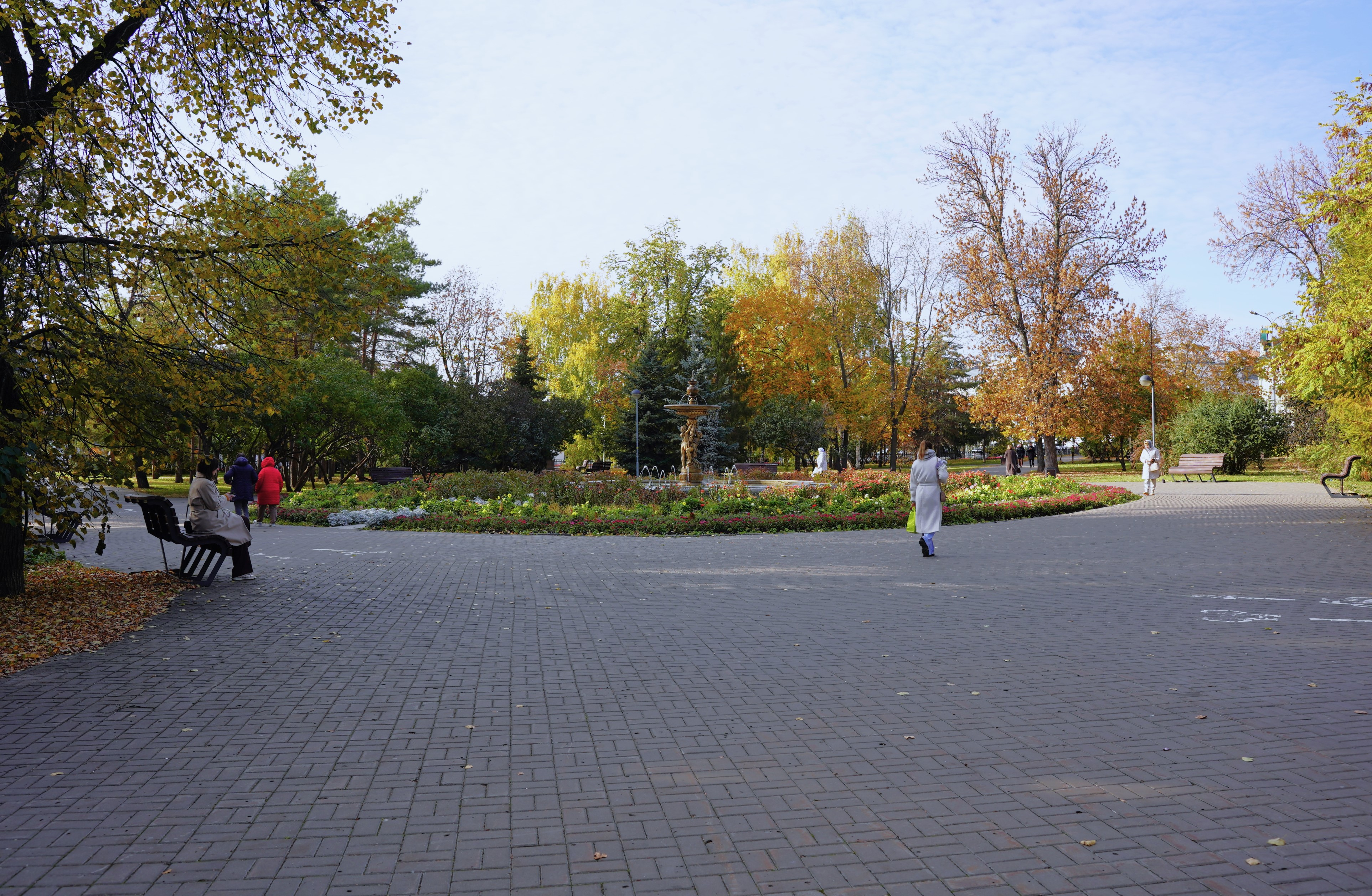
Площадь в Ленинском саду с фонтаном 1894 года

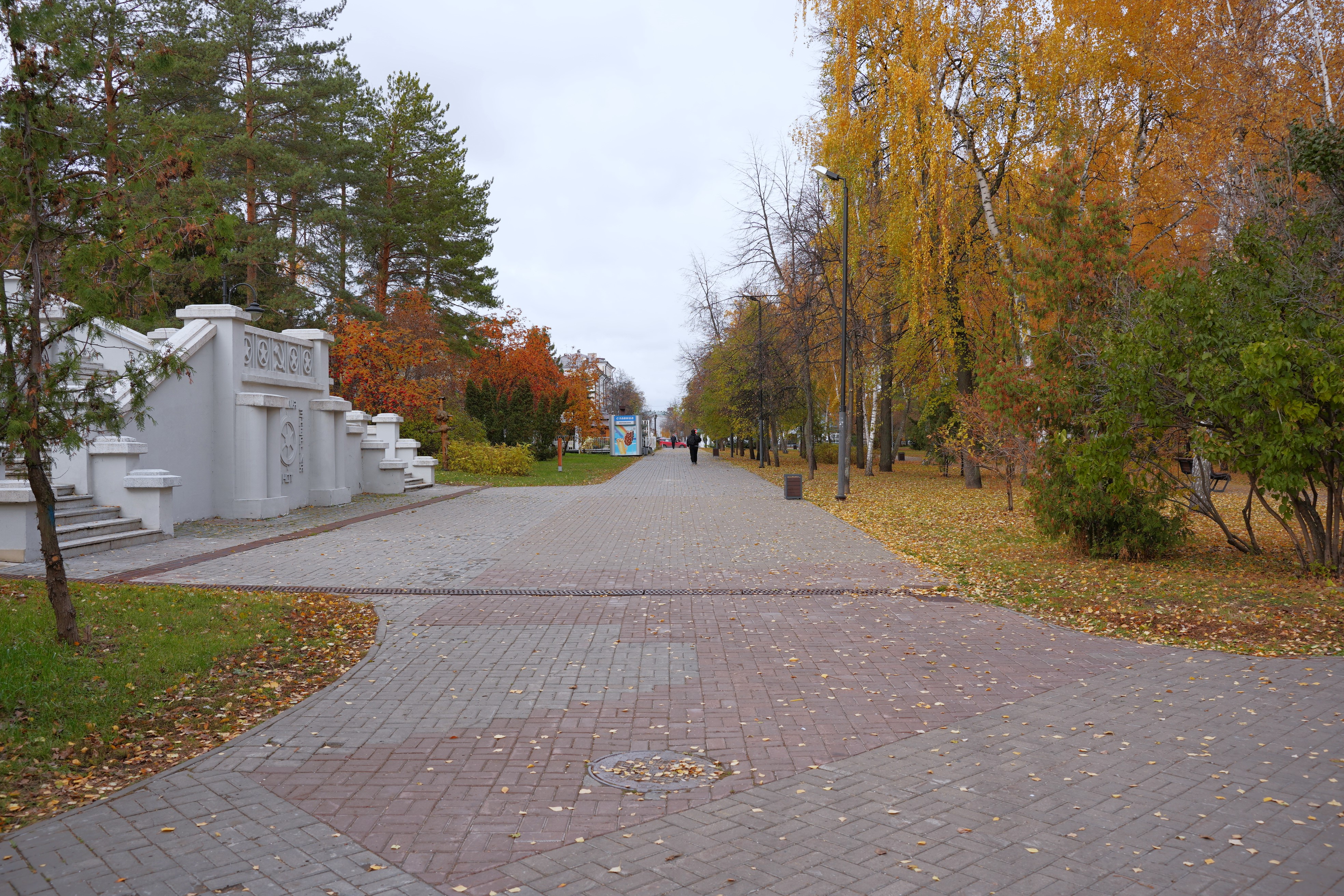
Одна из пешеходных аллей Ленинского сада

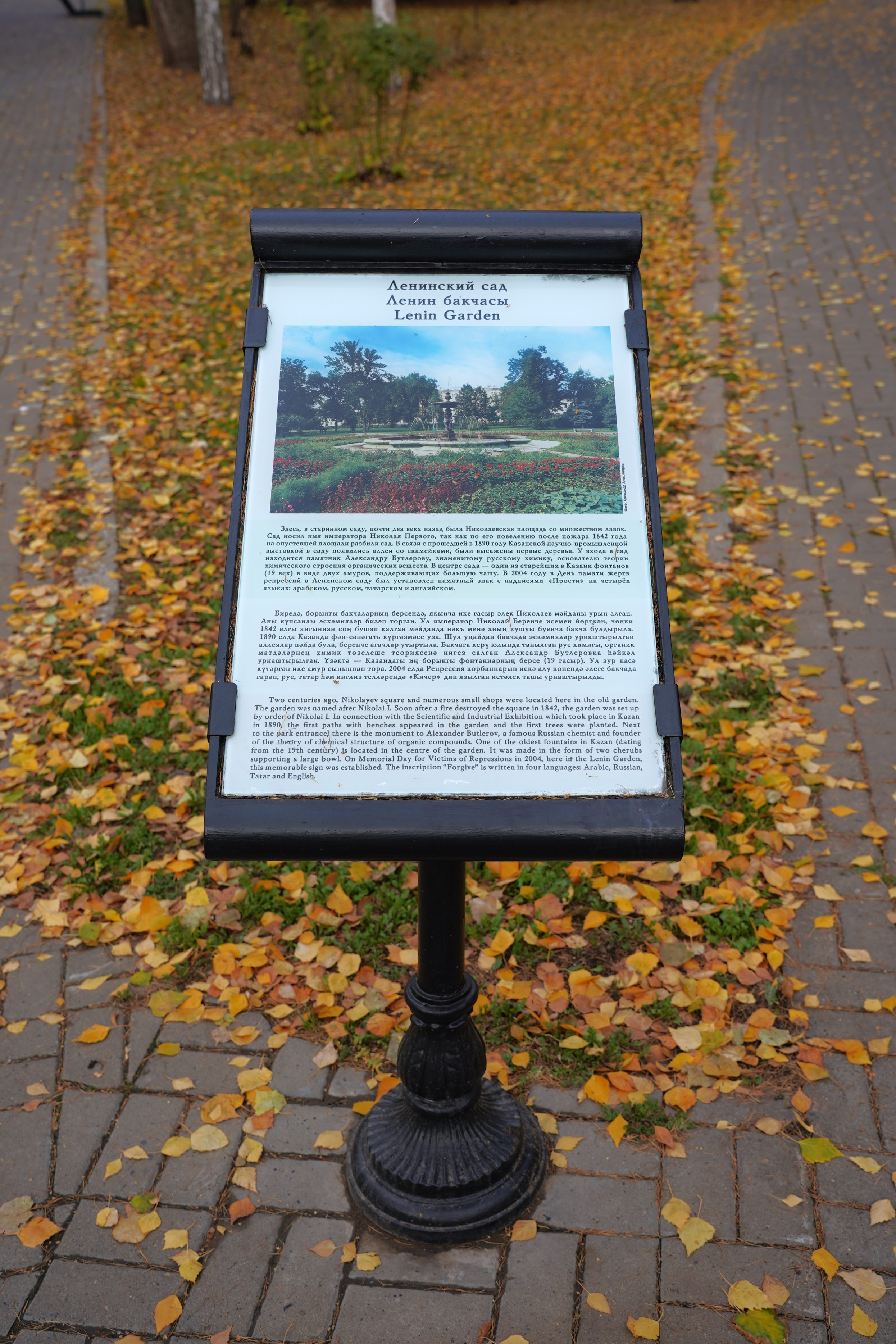
Информационная табличка о Ленинском саде

В 1920 году в Николаевском сквере появился гипсовый бюст Владимира Ильича Ленина работы скульптора Василия Богатырёва. Это был первый по времени возникновения памятник на территории данного сквера и первый памятник вождю Октябрьской революции в Казани, установленный по случаю 50-летия со дня его рождения. Точное место его расположения внутри Николаевского сквера неизвестно. Этот бюст был смонтирован как временная пластическая композиция на грубом деревянном постаменте. Его судьба остаётся неизвестной; вероятно, он быстро пришёл в негодность и его убрали. Казанский краевед Борис Ерунов приводит фрагмент публикации газеты «Красная Татария» от 12 июня 1922 года, свидетельствующий о плохом состоянии бюста уже через два года после его установки: «В середине города — недурненький садик. А в садике бюст уважаемого вождя господствующей в стране партии. Бюст стоит на безобразном столбе. У бюста подшиблен глаз. Не верите? Пойдите в Ленинский сад (его обыватель не отвык звать Николаевским) и полюбуйтесь». Автор этой заметки, скрывавшийся под псевдонимом Макар Бездомный, обращая внимание на плохое состояние бюста Ленина, «прямо-таки возопил через месяц: надо убрать! Это издевательство над личностью пролетарского вождя!».
После смерти В. И. Ленина постановлением Центрального исполнительного комитета (ЦИК) Татарской АССР от 26 января 1924 года была учреждена Центральная комиссия по увековечению его памяти. Был начат сбор средств на создание памятника Ленину, местом установки которого определили бывший Николаевский сквер или Сад имени товарища Ленина (Ленинский сад).
По конкурсному проекту архитекторов Ф. П. Гаврилова и Д. И. Фёдорова было предложено объединить в единое пространство бывший Николаевский сквер (Сад имени товарища Ленина) и находившийся рядом с ним (на верхней террасе) Клинический сад, соединив их лестницей в конструктивистском стиле. Под их непосредственным наблюдением была произведена перепланировка теперь уже расширенного Ленинского сада. Его площадь увеличилась не только за счёт верхней террасы, но и дополнительной зоны вдоль Пушкинской улицы (участок к северу от нынешнего здания консерватории имени Н. Г. Жиганова и территория, где сейчас расположен памятник Александру Бутлерову). На работах по перепланировке расширенного Ленинского сада летом 1924 года, наряду с учащейся молодёжью, принимали участие 120 рабочих. Основное внимание было уделено строительству лестницы, соединившей верхнюю и нижнюю террасы сада. На верхней террасе у лестницы в том же 1924 году был установлен бронзовый бюст Ленина, который в 1925 году сменила бронзовая статуя вождя. По окончании всех работ лестница, памятник и сад стали первым в Казани мемориальным комплексом в честь В. И. Ленина (в планах также было создание «квартала Ленина», включавшего в себя, помимо вышеуказанных объектов, также библиотеку имени В. И. Ленина, которая с 1919 года располагалась в Доме Ушковой).
В последующие годы Ленинский сад переживал этапы как оживления, так и упадка. В конце 1920-х — первой половине 1930-х годов акцент в развитии сместили на верхнюю террасу, где стоял памятник Ленину (бывший Клинический сад). Здесь к 1931 году построили летний кинотеатр, рядом с которым открыли эстрадную и волейбольную площадки, а также стрелковый тир.
Летний кинотеатр был деревянным и назывался «КИМ» — в честь Коммунистического интернационала молодёжи (позже его переименовали в «Комсомолец»). Решение о его строительстве было принято Казанским горсоветом в феврале 1930 года, строительством руководил Всесоюзный трест «Востоккино». 28 июля 1931 года в кинотеатре «КИМ» состоялся первый киносеанс — показывали фильм «Женская бригада».
В отличие от оживлённой верхней террасы Ленинского сада, нижняя терраса в первой половине 1930-х годов переживала упадок: «Фонтан испорчен, сад не электрифицирован, нет мусорных ящиков, лестница из сада прогнила, почти вся разобрана, нового леса нет» (из газетной публикации 1934 года).
В 1935 году Ленинский сад передали в ведение Дома Красной армии, и это позволило улучшить его состояние. В саду появилось электрическое освещение, был отремонтирован фонтан, установили радиорубку, здесь появился оркестр, стали организовывать массовые праздники.
В том же 1935 году в северо-восточном углу Ленинского сада, около пересечения улиц Дзержинского и Пушкина, был построен первый в городе общественный туалет — одноэтажное здание, выстроенное в конструктивистском стиле, проработавшее по своему прямому назначению до 1990-х годов.
Впрочем, вместе с позитивными изменениями сохранялись и негативные явления: «Редко встретишь скамейки. Посередине площадки, где стоит толпа, слушает радио — огромная лужа, сюда выливают воду продавцы киосков. Милиции нет, так что хулиганам вольготно. Директор т. Шульгин бездействует…» (из газетной публикации 1938 года).
В конце 1940-х — начале 1950-х годов особой популярностью пользовалась расположенная на верхней террасе танцплощадка, вход на неё стоил 2 рубля. «Кроме того, там работали летний кинотеатр „Комсомолец“, два буфета на открытых верандах. Танцплощадка с эстрадой была одним из „злачных мест“ города, здесь не только танцевали, здесь собиралась и казанская шпана».
Вход в Ленинский сад был платным, поэтому его окружала чугунная ограда с центральными воротами, находившимися со стороны улицы Пушкина. В 1950-е годы плату за вход отменили, ограждения, ворота, а также кассы убрали.
Радикальные изменения затронули территорию Ленинского сада в 1970-е годы. На верхней террасе началось строительство второго высотного учебного здания Казанского университета и пятиэтажного пристроя к нему для Научной библиотеки имени Н. И. Лобачевского. Существовавшие здесь объекты сада — летний деревянный кинотеатр «Комсомолец» (бывший «КИМ»), эстрада с танцплощадкой, тир, прекратили работу ещё в 1960-е годы. В 1977 году отсюда убрали стоявший с 1925 года памятник Ленину работы скульптора Николая Шильникова, перенеся его во двор школы № 4 в Школьном переулке (ныне — Катановский переулок). Когда университетские здания построили, они заняли значительную часть верхней террасы бывшего сада, а оставшаяся территория на этой террасе де-факто перестала быть частью Ленинского сада, став территорией Казанского университета (юридически это было оформлено в постсоветский период).
В результате территория Ленинского сада была ограничена только зелёным пространством нижней террасы, то есть территорией бывшего Николаевского сквера. Это подтверждается картографической информацией на сайте Дирекции парков и скверов города Казани, в ведении которой находится Ленинский сад. Однако, до сих встречаются ошибочные утверждения, согласно которым территория Ленинского сада якобы включает в себя и верхнюю террасу. Например, в официальной документации Министерства культуры Республики Татарстан используется выражение «верхняя и нижняя террасы Ленинского сада». Аналогичная ошибка картографического характера присутствует на Яндекс-картах.
В 1978 году у входа в Ленинский сад со стороны улицы Пушкина был открыт памятник учёному-химику Александру Бутлерову.
В 2003—2005 годах, в преддверии Тысячелетия Казани, была проведена реконструкция Ленинского сада. Заказчиком работ являлось Управление капитального строительства и реконструкции города Казани, исполнителем выступал МУП «Трест «Горводзеленхоз» города Казани.
30 октября 2004 года в западной части Ленинского сада был открыт Памятник жертвам политических репрессий.

## Первый в Казани общественный туалет (1935 — 1990-е)

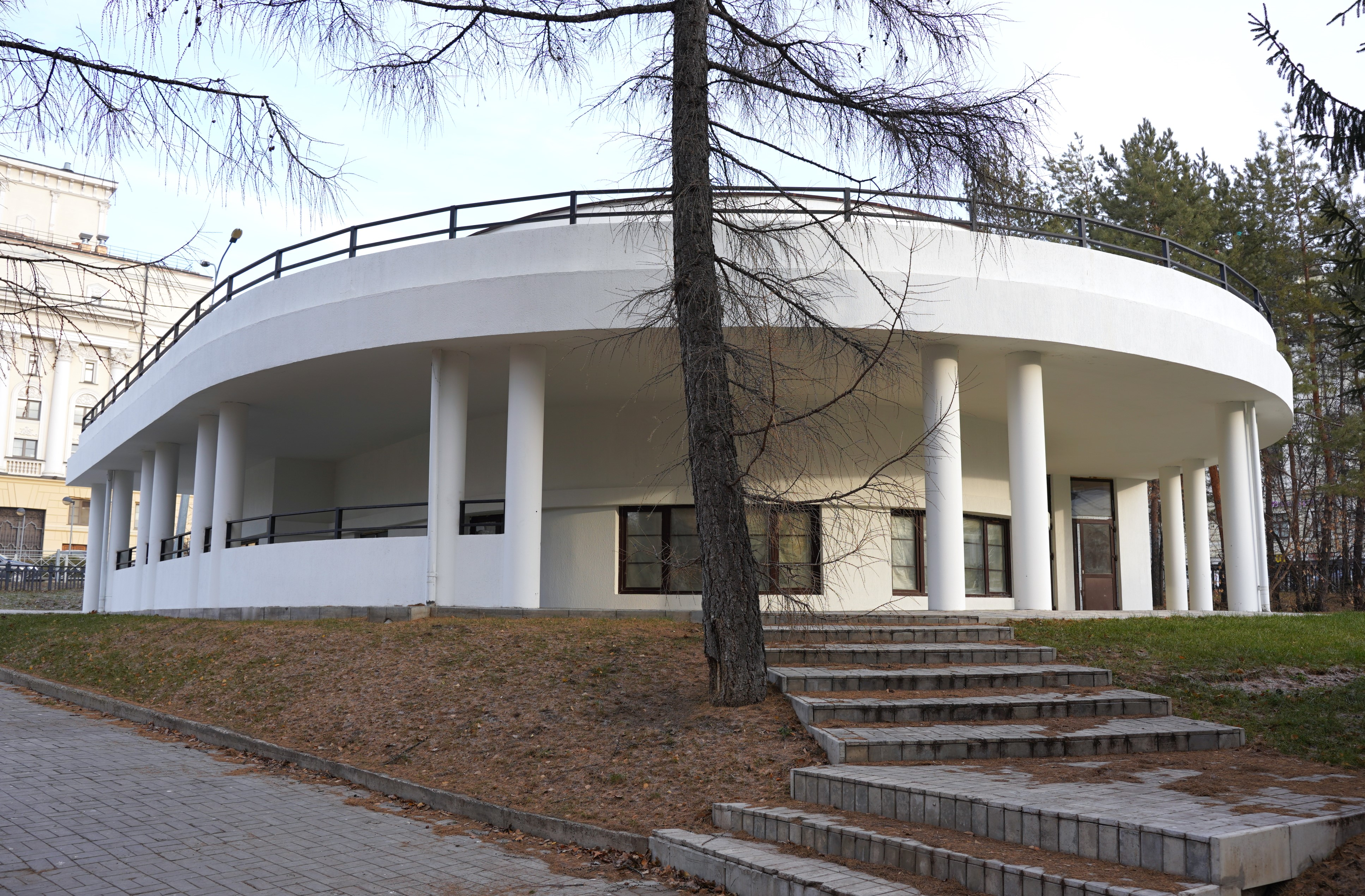
Здание в Ленинском саду, построенное на месте общественного туалета 1935 года

Первый в городе общественный туалет был построен в 1935 году в северо-восточном углу Ленинского сада, около пересечения улиц Дзержинского и Пушкина. Инициатором его строительства был председатель исполкома Казанского горсовета Павел Аксёнов — отец знаменитого писателя Василия Аксёнова.
Одноэтажное здание туалета было выстроено в конструктивистском стиле, имело полукруглую форму, а внутри было разделено на две секции — мужскую и женскую, также имелось техническое помещение. Вдоль полукруглой части фасада здания имелись квадратные окна с матовыми стёклами, пропускавшими только свет. Туалет в этом здании проработал до 1990-х годов, после чего был закрыт.
В 2009 году городские власти провели аукцион, по итогам которого здание бывшего туалета выкупил казанский предприниматель Зуфар Гибадуллин. Он заявил о намерениях реконструировать здание, создав в нём современный общедоступный туалет, а также кафе-бар и цветочный магазин. В реальности «реконструкция» обернулась сносом старого здания и строительством нового, которое своими контурами повторяло прежнее строение, но получило два этажа (первый этаж — с широким остеклением), а по периметру — широкую полукруглую веранду с колоннами. При этом новое здание также обрело глубокое подземное пространство.
Строительство нового здания, предназначенного под туалет, кафе-бар (или ресторан) и цветочный магазин, началось в 2012 году и должно было завершиться в следующем году к Летней Универсиаде. Но в том же 2013 году законность этой стройки была оспорена Управлением Федеральной антимонопольной службы по Республике Татарстан (УФАС по РТ), добивавшемся сноса новой постройки и возврата прежнего здания туалета. Судебный спор длился три года, дойдя до Верховного суда России, который поддержал решение УФАС по РТ о сносе двухэтажного здания.
После этого проект Зуфара Гибадуллина был заморожен; здание, однако, сносить не стали, но оно не функционирует.

## Памятник жертвам политических репрессий (2004)

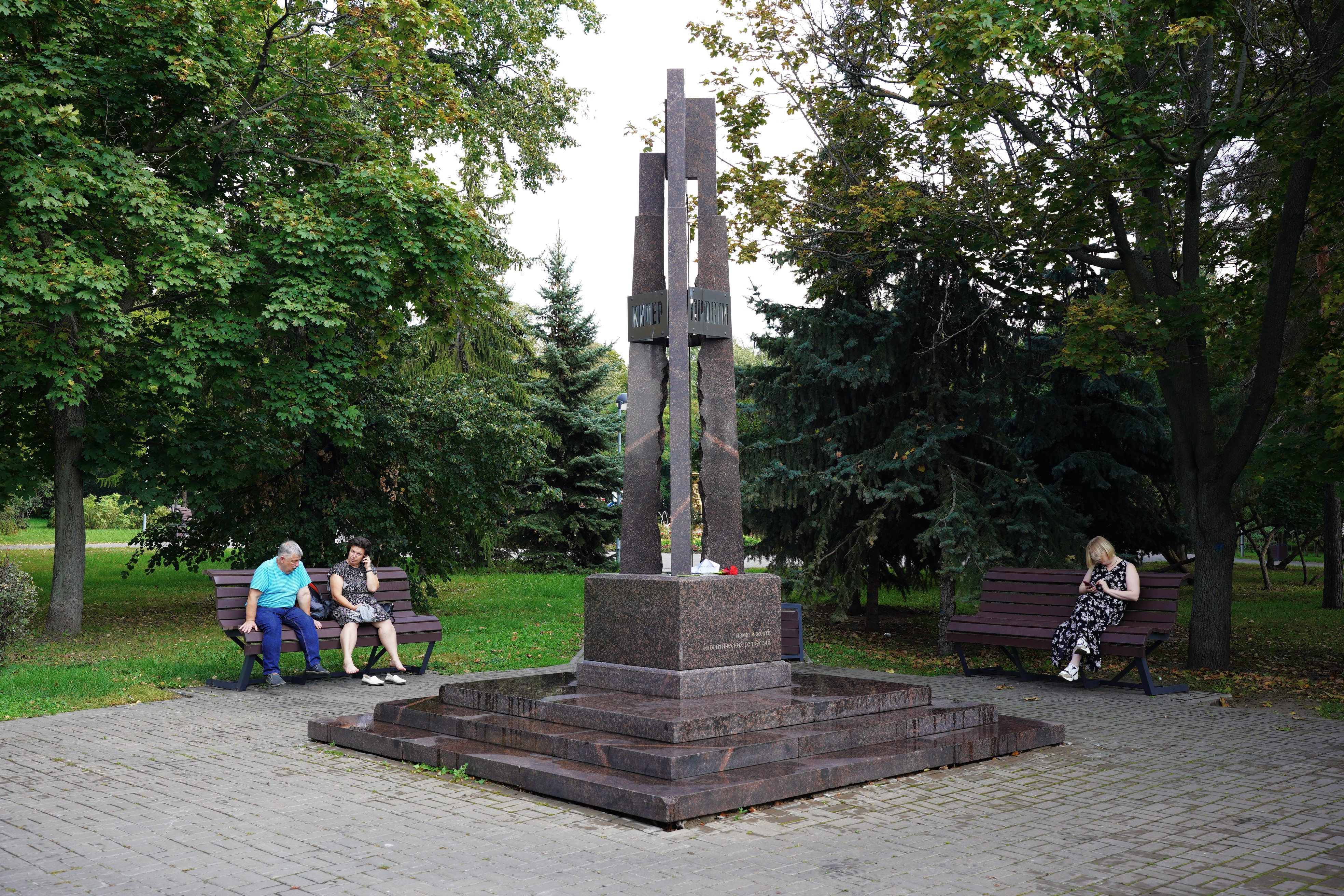
Памятник жертвам политических репрессий в Ленинском саду

В западной части Ленинского сада находится Памятник жертвам политических репрессий. Его появлению предшествовала установка 13 июня 2001 года закладного камня, к которому крепилась табличка с надписью на русском и татарском языках: «Здесь будет воздвигнут памятник жертвам политических репрессий Татарстана».
30 октября 2004 года в присутствии заместителя премьер-министра Республики Татарстан З. Р. Валеевой и мэра Казани К. Ш. Исхакова состоялось открытие Памятника жертвам политических репрессий.
Его создание профинансировали правительство Республики Татарстан, мэрия Казани и ряд организаций.
Памятник представляет собой трёхчастную конструкцию. В нижней его части находится квадратное трёхступенчатое основание, в центре которого установлен четырёхгранный ступенчатый пьедестал, имеющий форму квадрата в разрезе. В нижней части пьедестала с одной из его сторон выбита надпись в две строки: «памяти жертв политических репрессий». На самом пьедестале по углам установлены четыре каменные стелы, ориентированные рёбрами в направлении центра. К ним в верхней части прикреплены четыре металлические таблицы, на которых выбита надпись «Прости» на четырёх языках — русском, татарском, английском и арабском.
Авторами памятника являются И. Аксёнова и В. Бурлаков.
С момента его открытия ежегодно 30 октября, в День памяти жертв политических репрессий, на площадке рядом с памятником проводятся публичные поминальные мероприятия. Также в разные годы на этом месте эпизодически проводились политические акции оппозиционного (протестного) характера.